# Herodes Agrippa II.

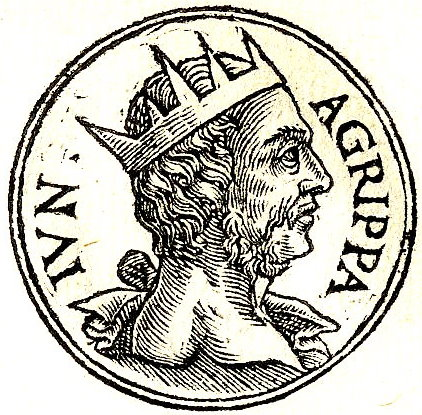
Herodes Agrippa II

Herodes Agrippa II. (eigentlich Marcus Iulius Agrippa; * 27 n. Chr.; wohl 92/93 n. Chr.) war der Sohn Herodes Agrippas I. und der Bruder der Berenike. Von 50 n. Chr. bis zu seinem Tod herrschte er als von Rom eingesetzter König über Gebiete im heutigen Libanon, Syrien und Israel. Er erscheint auch in der Apostelgeschichte, in der Paulus, der bei dem Statthalter Porcius Festus von seinen jüdischen Gegnern angeklagt an den Kaiser appelliert hatte, ihm und Berenike vorgeführt wird (Apostelgeschichte 25,13–26 ).
Herodes Agrippa II. wurde wie sein Vater am römischen Kaiserhof erzogen. Als dieser 44 n. Chr. starb, war sein Sohn noch zu jung, um sein Nachfolger als König von Judäa zu werden. Erst nach dem Tod seines Onkels Herodes von Chalkis übernahm Herodes Agrippa II. die Königswürde und die Oberaufsicht über den Jerusalemer Tempel mit dem Recht, den Hohenpriester einzusetzen. Er wurde dadurch zum religiösen Oberhaupt aller Juden sowohl in Palästina als auch in der Jüdischen Diaspora. Insbesondere setzte er sich 53 n. Chr. für die Juden von Alexandria ein. Ebenfalls 53 n. Chr. erhielt er vom römischen Kaiser Claudius anstelle von Chalkis die ehemalige Tetrarchie des Philippos, also die Landschaften Batanaea, Trachonitis und Gaulanitis, sowie die Gebiete des Lysanias. 54 n. Chr. erweiterte Kaiser Nero sein Herrschaftsgebiet erneut: Herodes Agrippa II. erhielt die Städte Tiberias und Tarichea in Galiläa und Julias in Peräa mit den umliegenden Dörfern.
Wie andere Herrscher der herodianischen Dynastie zeichnet sich Herodes Agrippa durch großzügige Stiftungen und ausgedehnte Bautätigkeit aus. Nach Abschluss der Bautätigkeit am Tempel in Jerusalem ließ er auf eigene Kosten die Straßen Jerusalems mit Marmor pflastern. Auch den ihm unterstellten hellenistischen Städten zeigte er sich als Wohltäter. So ließ er in Berytos ein Theater bauen, aufwendige Aufführungen finanzieren und Getreide und Öl an die Bevölkerung verteilen. Herodes Agrippa II. versuchte erfolglos, den Jüdischen Krieg (66–70/73 n. Chr.) gegen die Römer durch Verhandlungen zu verhindern. Nach dem Krieg begleitete er den römischen Feldherrn und späteren Kaiser Titus nach Rom, wo er bis zu seinem Tod lebte. Nach Darstellungen seiner Feinde lebte Herodes Agrippa II. in einer inzestuösen Beziehung mit seiner Schwester Berenike.